# Tumbes

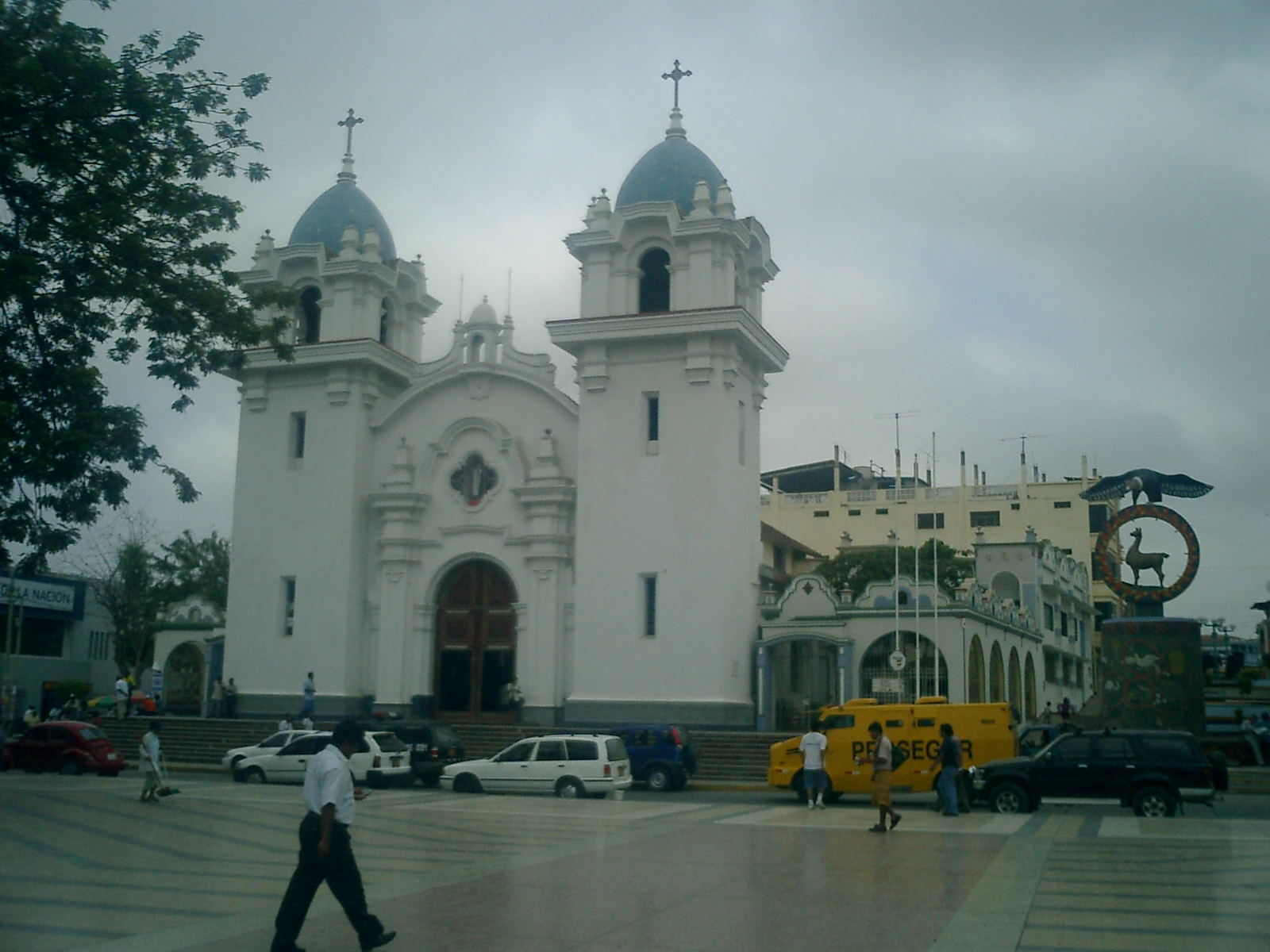
Catedral de Tumbes

Tumbes é uma cidade do noroeste do Peru, capital da região de Tumbes, da província de Tumbes e do distrito de Tumbes. Tem cerca de 109 mil habitantes.